# 坎德拉里亞市 (特魯希略州)

坎德拉里亞市（西班牙語：Municipio Candelaria），是委內瑞拉的一個市，位於該國西部特魯希略州，首府設於切亨德，始建於1988年8月6日，面積411平方公里，2001年人口26,138，人口密度每平方公里5.97人。